# Hobro Sogn
Hobro Sogn er et sogn i Hobro-Mariager Provsti (Århus Stift).
I 1800-tallet var Skjellerup Sogn anneks til Hobro Sogn. Hobro Sogn lå i Hobro købstad, der ved kommunalreformen i 1970 blev kernen i Hobro Kommune. Den indgik ved strukturreformen i 2007 i Mariagerfjord Kommune.
I Hobro Sogn ligger Hobro Kirke.
I sognet findes følgende autoriserede stednavne:
- Amerika (bebyggelse)
- Blåkildemølle (bebyggelse)
- Gammel Dannevang (bebyggelse)
- Hegedal (bebyggelse, ejerlav)
- Hobro (bebyggelse)
- Hobro Skov (areal)
- Hobro Vestermark (bebyggelse)
- Hostrup Huse (bebyggelse)
- Kirkedal (bebyggelse)
- Louisendals Mark (bebyggelse)
- Ny Dannevang (bebyggelse)
- Skoven (bebyggelse)
- Vesterbakker (bebyggelse)
- Vindø (bebyggelse)